# Халштат (Немачка)
Халштат (њем. Hallstadt) град је у њемачкој савезној држави Баварска. Једно је од 36 општинских средишта округа Бамберг. Према процјени из 2010. у граду је живјело 8.512 становника. Посједује регионалну шифру (AGS) 9471140.

## Географски и демографски подаци
Халштат се налази у савезној држави Баварска у округу Бамберг. Град се налази на надморској висини од 239 метара. Површина општине износи 14,6 km². У самом граду је, према процјени из 2010. године, живјело 8.512 становника. Просјечна густина становништва износи 583 становника/km².

## Међународна сарадња
| Мјесто  | Држава    | Врста сарадње | Од    |
| ------- | --------- | ------------- | ----- |
|         | Француска | партнерство   | 1993. |
| Халштат | Аустрија  | партнерство   | 1981. |
| Извор   |           |               |       |